# Mazie Hirono
Mazie Keiko Hirono (en japonais : 広野 慶子), née le 3 novembre 1947 à Fukushima, est une femme politique américaine d'origine japonaise, membre du Parti démocrate et sénatrice d'Hawaï au Congrès des États-Unis depuis 2013.
Elle est auparavant membre de la Chambre des représentants d'Hawaï entre 1981 et 1994, lieutenant-gouverneur d'Hawaï de 1994 à 2002 puis élue à la Chambre des représentants des États-Unis de 2007 à 2013. Nommée par son parti pour les élections de 2012 afin de représenter l'État au Sénat des États-Unis, elle est élue face à la républicaine Linda Lingle. Première personne de confession bouddhiste élue au Sénat des États-Unis, elle est réélue pour un deuxième mandat lors des élections de 2018.

## Carrière politique

### Lieutenante-gouverneure d'Hawaï
En 1994, elle participe à l’élection au poste de lieutenant-gouverneur d'Hawaï et remporte la primaire démocrate en battant Jackie Young (65 %-25 %). Lors de l'élection, elle obtient 37 % des voix et bat trois autres candidats : Danny Kaniela Kaleikini (Best Party, 31 %), le représentant de l'État Fred Hemmings (Parti républicain, 29 %) et Jack Morse (Parti vert, 4 %).
Pour sa réélection en 1998, elle doit en passer par une primaire face à Nancy L. Cook mais s'impose largement (89 % à 11 %). Lors de l'élection générale, Hirono bat le sénateur républicain Stan Koki avec une différence de 5 254 voix.
En 1994, elle a rejoint le lieutenant-gouverneur titulaire Ben Cayetano dans un « ticket » et est élue, devenant ainsi la première immigrante japonaise lieutenante-gouverneure des États-Unis. Durant son mandat de lieutenant-gouverneur, Hirono est également présidente de la Commission nationale sur l'enseignement, America's Future, ainsi que du Groupe des politiques d’Hawaï. Elle dirige également le programme Pre-Plus sur l'éducation pré-scolaire, un précurseur aux États-Unis.

### Sénatrice des États-Unis

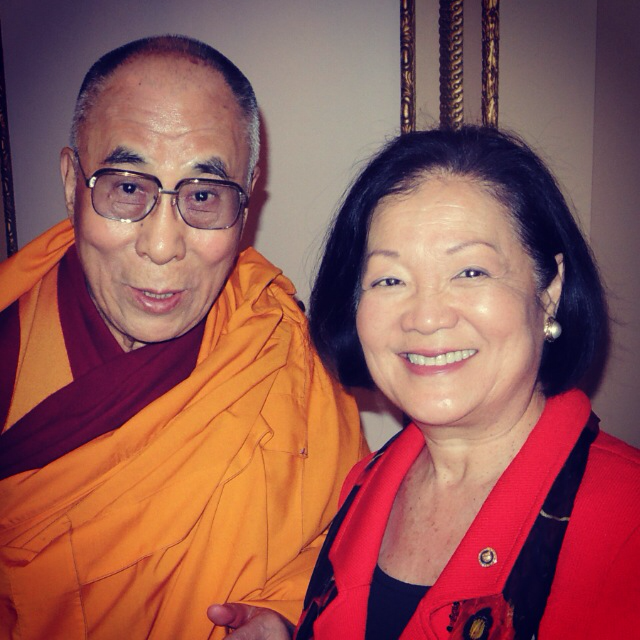
La sénatrice Mazie Hirono, la seule membre bouddhiste du Sénat, pose sur une photo avec le 14e dalaï-lama, lors de sa visite au Sénat américain le 6 mars 2014.

Le 19 mai 2011, elle annonce sa candidature aux élections sénatoriales de 2012 pour briguer la succession du démocrate Daniel Akaka, non candidat à sa réélection. Le 11 août 2012, elle remporte la primaire démocrate contre son prédecesseur à la Chambre des représentants Ed Case. Elle remporte ensuite l'élection générale avec 62,6 % des voix contre l'ancienne gouverneure républicaine Linda Lingle, devenant ainsi la première femme à représenter Hawaï au Sénat des États-Unis.
Candidate à sa réélection en 2018, elle n'a pas d'adversaire lors de la primaire démocrate puis remporte aisément un second mandat lors de l'élection générale contre le républicain Ron Curtis.
En 2024, elle remporte largement la primaire démocrate avec 84,6 % des voix, notamment contre Ron Curtis, son adversaire républicain de la précédente élection. Contre Bob McDermott, ancien élu républicain à la Chambre des représentants d'Hawaï, elle remporte largement un troisième mandat le 5 novembre.

## Résultats électoraux

### Chambre des représentants des États-Unis
| Année | Mazie Hirono | Républicain | Libertarien | Indépendant |
| ----- | ------------ | ----------- | ----------- | ----------- |
| Année |              |             |             |             |
| 2006  | 61,04 %      | 38,96 %     | —           | —           |
| 2008  | 76,76 %      | 20,39 %     | 1,70 %      | 1,86 %      |
| 2010  | 72,19 %      | 25,32 %     | 1,78 %      | 0,71 %      |

### Sénat
| Année | Mazie Hirono | Républicain |
| ----- | ------------ | ----------- |
| Année |              |             |
| 2012  | 62,60 %      | 37,40 %     |
| 2018  | 71,15 %      | 28,85 %     |
| 2024  | 64,61 %      | 31,90 %     |